# Dominic Monaghan
Dominic Bernard Patrick Luke Monaghan (Berlín, Alemanya 8 de desembre de 1976) és un actor de cinema i televisió britànic més conegut com a Dominic Monaghan
Als 12 anys, es va traslladar a viure amb la seva família a Manchester. Un agent de la BBC el va localitzar i va començar a treballar el 1996 en la sèrie Hetty Wainthropp Investigates.
Ha treballat en sèries de televisió com Monsignor Renard o "Hostile Waters" (1997). El seu primer paper conegut mundialment és el de Meriadoc "Merry" Brandiboc a la pel·lícula de Peter Jackson "El senyor dels anells".
El seu últim treball és Lost, una sèrie de gran èxit televisiu als Estats Units que tracta sobre la supervivència de 48 persones que han sofert un accident aeri i han anat a parar a una misteriosa illa. Dominic interpreta a Charlie Pace, un dels protagonistes.
Va trencar el seu festeig de 4 anys amb l'argentina Sofia Rapp, 

## Filmografia
- Hetty Wainthropp Investigates (1996) (Sèrie de televisió) (Geoffrey Shawcross)
- Hostile Waters (1997) (TV) (Sasha)
- This is Personal: The Hunt for the Yorkshire Ripper (2000) (Jimmy Furey)
- Monsignor Renard (2000) (Sèrie de televisió) (Etienne Pierre Rollinger)
- El senyor dels anells: La germandat de l'anell (Merry)
- El senyor dels anells: Les dues torres (Merry)
- El senyor dels anells: El retorn del rei (Merry)
- An Insomniac's Nightmare (2003) (Jack)
- Spivs (2004) (Goat)
- The Purifiers (2004)
- Lost (2004-2007 i 2010) (sèrie de televisió) (Charlie Pace)
- Shooting Livien (2005) (Owen)
- X-Men Origins: Wolverine
- FlashForward
- El rei de la fi del món (Edge of the World) (2021)